# Träne
Träne is een plaats in de gemeente Kristianstad in het Zweedse landschap Skåne en de provincie Skåne län. De plaats heeft 99 inwoners (2005) en een oppervlakte van 18 hectare.